# Roswitha Bachner
Roswitha Bachner (* 13. April 1954 in Scheibbs) ist eine österreichische Politikerin (SPÖ) und Gewerkschafterin. Sie war von 2000 bis 2007 Mitglied des österreichischen Bundesrates und ist seit 2007 Vizepräsidentin des Österreichischen Gewerkschaftsbundes (ÖGB).

## Ausbildung und Beruf
Bachner besuchte von 1960 bis 1964 die Volksschule und wechselte danach von 1964 bis 1968 an eine Hauptschule. Sie absolvierte danach von 1968 bis 1969 die Fachschule für wirtschaftliche Frauenberufe und erlernte danach von 1969 bis 1972 den Beruf der Friseurin.
Nach Abschluss ihrer Lehre arbeitete sie von 1973 bis 1974 als Hilfsarbeiterin in einer Feuerzeugfabrik und war danach von 1974 bis 1975 Hausfrau. Sie arbeitete in der Folge im Pensionistenheim Schmelz und war dort von 1975 bis 1992 Betriebsratsvorsitzende. Sie stieg in der Folge zudem zur Zentralbetriebsratsvorsitzende im Kuratorium der Wiener Pensionistenheime, wobei sie diese Funktion von 1980 bis 1992 innehatte. Danach war sie von 1992 bis 1995 Sektionssekretärin der Sektion Heime, Soziale Dienste, Hausangestellte in der Gewerkschaft Hotel, Gastgewerbe, Persönlicher Dienst (HGPD) und übernahm danach von 1995 bis 2000 die Stelle der Zentralsekretärin der Gewerkschaft HGPD. Danach wirkte sie von 2000 bis 2007 als Leitende Sekretärin des ÖGB, bevor sie 2007 das Amt der Vizepräsidentin des ÖGB übernahm.

## Politik und Funktionen
Bachner war von 1987 bis 1995 Vorsitzender-Stellvertreterin der Gewerkschaft Hotel, Gastgewerbe, Persönlicher Dienst und stieg 1995 in den Vorstand der Kammer für Arbeiter und Angestellte für Wien auf. Sie ist seit dem Jahr 2000 zudem Mitglied des Vorstandes der Bundeskammer für Arbeiter und Angestellte (Bundesarbeitskammer) und vertrat die SPÖ vom 20. Oktober 2000 bis zum 29. März 2007 im österreichischen Bundesrat. Hierbei fungierte sie von 2004 bis 2007 auch als stellvertretende Vorsitzende der Sozialdemokratischen Bundesratsfraktion. Sie war von 2003 bis 2005 sowie von 2006 bis 2007 Vorsitzende im Ausschuss für soziale Sicherheit, Generationen und Konsumentenschutz  und wirkte des Weiteren als stellvertretende Ausschussvorsitzende  im EU-Ausschuss. Zudem war sie von 2003 bis 2004 stellvertretender Ausschussvorsitzender  im Gesundheitsausschuss. Seit 2015 ist sie in ihrer Wahlheimat Waidmannsfeld für die SPÖ als Gemeinderätin tätig.